# Mouriri regeliana
Mouriri regeliana är en tvåhjärtbladig växtart som beskrevs av Célestin Alfred Cogniaux. Mouriri regeliana ingår i släktet Mouriri och familjen Melastomataceae. Inga underarter finns listade i Catalogue of Life.